# باباکندی
باباکندی یکی از روستاهای استان آذربایجان شرقی است که در دهستان کوهسار بخش مرکزی شهرستان هشترود واقع شده‌است.
روستای باباکندی از قدیم به دلیل داشتن افراد متفکر و باسواد مشهور بوده و در حال حاضر سرانه میزان تحصیل کرده و دانشجو در این روستا نسبت به دیگر روستاهای منطقه رقم قابل توجهی است. تقریبا کمتر رشته ای است که یکی از اهالی این روستا در آن فارغ التحصیل و یا دانشجو نبوده باشند.
در آزمون کنکور دانش آموزان این روستا عملکرد بسیار درخشانی داشتند و در سطح منطقه حائز بهترین رتبه های کنکور بودند.